# Municipio de San Miguel Huautla
El municipio de San Miguel Huautla (en Náhuatl: Huautla, ‘Lugar de águilas’) es un municipio de 1,094 habitantes situado en la región mixteca del estado de Oaxaca, México. Su cabecera es la localidad de San Miguel Huautla.

## Demografía
El municipio está habitado por 1,094 personas, cuenta con un grado muy alto de marginación y rezago social, el 55.30% de la población vive en condiciones de pobreza extrema.
El 22% de la población habla una lengua indígena.

## Flora y fauna
Las condiciones frías de la región hacen que la flora y fauna sean escasas. Pueden encontrarse encinos, fresnos y álamos, los animales salvajes de la región son coyotes, conejos, liebres, armadillos y ardillas.

## Organización
El municipio alberga estas comunidades: 
| Localidad            | Población (2010) | Grado de marginación (2010) |
| -------------------- | ---------------- | --------------------------- |
| Tierra Colorada      | 132              | Muy alto                    |
| Peña Colorada        | 28               | Muy alto                    |
| Tepotzán             | 140              | Muy alto                    |
| El Rosario           | 49               | Muy alto                    |
| San Miguel Huautla   | 508              | Alto                        |
| Cerro Verde          | 198              | Alto                        |
| El Encinal           | 46               | Alto                        |
| Tierra Blanca        | 171              | Alto                        |
| Boquerón             | 54               | Alto                        |
| Barrio de Santa Cruz | 59               | Alto                        |
| El Tejocote          | 6                |                             |
| Loma del Modronio    | 8                |                             |